# Vilademuls
Vilademuls ist eine katalanische Gemeinde mit 866 Einwohnern (Stand: 2024) in der Provinz Girona im Nordosten Spaniens. Sie ist Teil der Comarca Pla de l’Estany. Neben dem kleinen Hauptort gehören die Ortschaften Galliners, Olives, Ollers, Orfes, Parets d’Empordà, Sant Esteve de Guialbes, Sant Marçal de Quarantella, Terradelles, Viladamí, Vilafreser und Vilamarí zur Gemeinde.

## Geographische Lage
Vilademuls liegt etwa 18 Kilometer nordnordöstlich von Girona in einer Höhe von ca. 120 m. 

## Bevölkerungsentwicklung
| Jahr      | 1970 | 1981 | 1991 | 2001 | 2011 | 2021 |
| Einwohner | 1269 | 823  | 755  | 728  | 780  | 835  |

## Sehenswürdigkeiten
- Burg von Vilademuls
- Stephanuskirche in Sant Esteve de Guialbes
- Julianuskirche in Galliners
- Saturninuskirche in Vilafreser
- Sebastianuskapelle in Ollers
- Johannes-der-Täufer-Kirche in Vilademuls

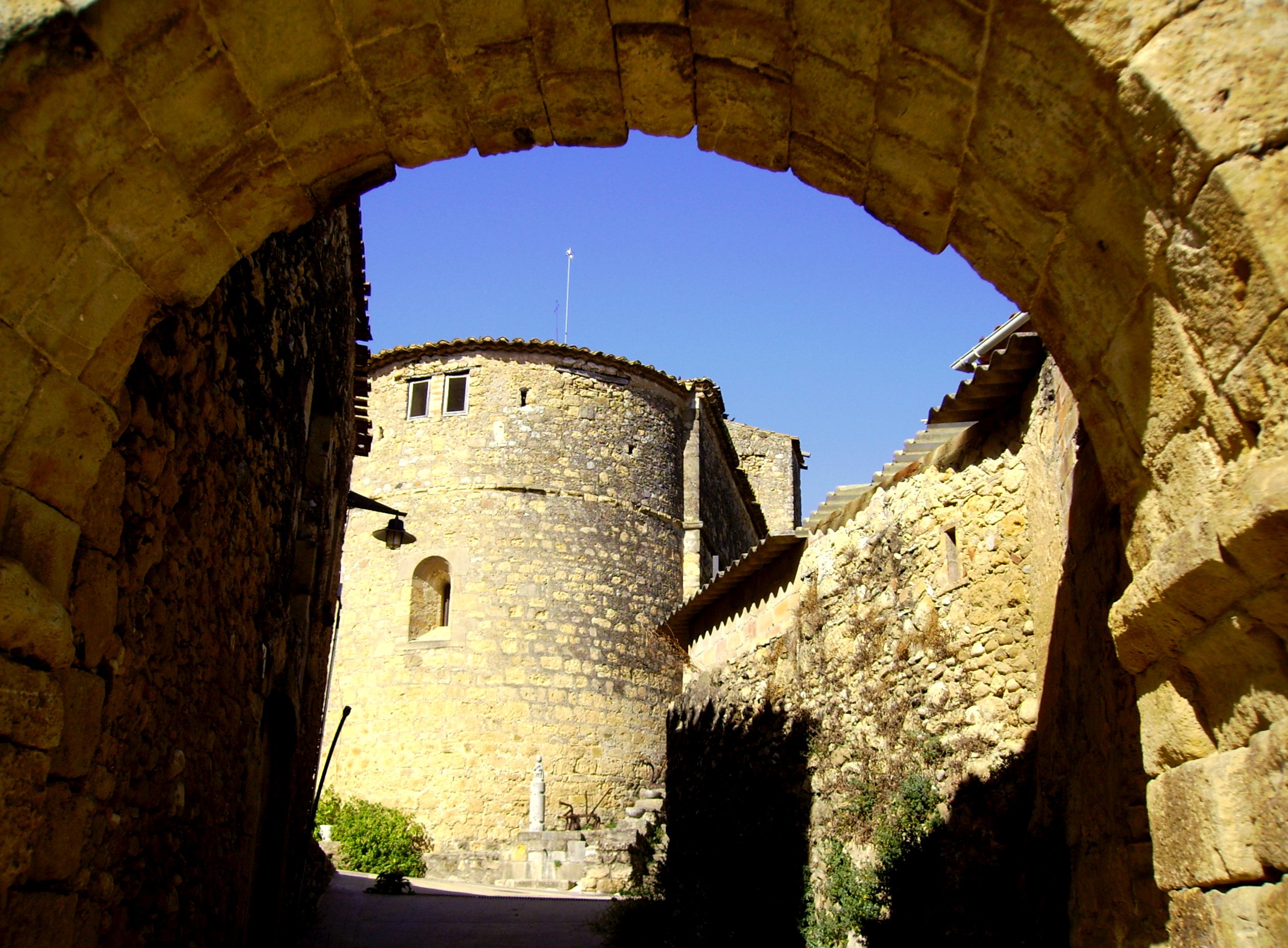
Burg von Vilademuls
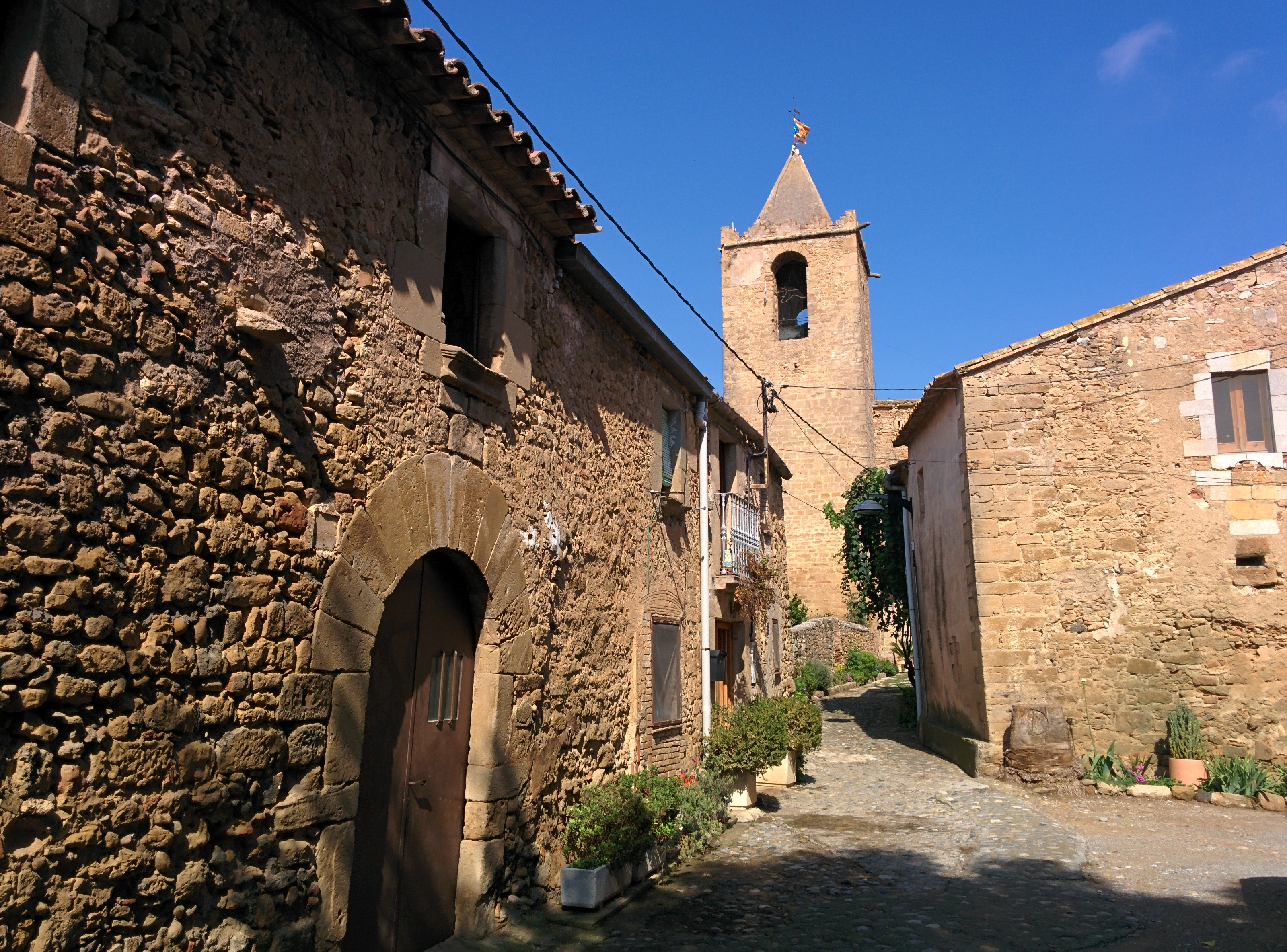
Stephanuskirche
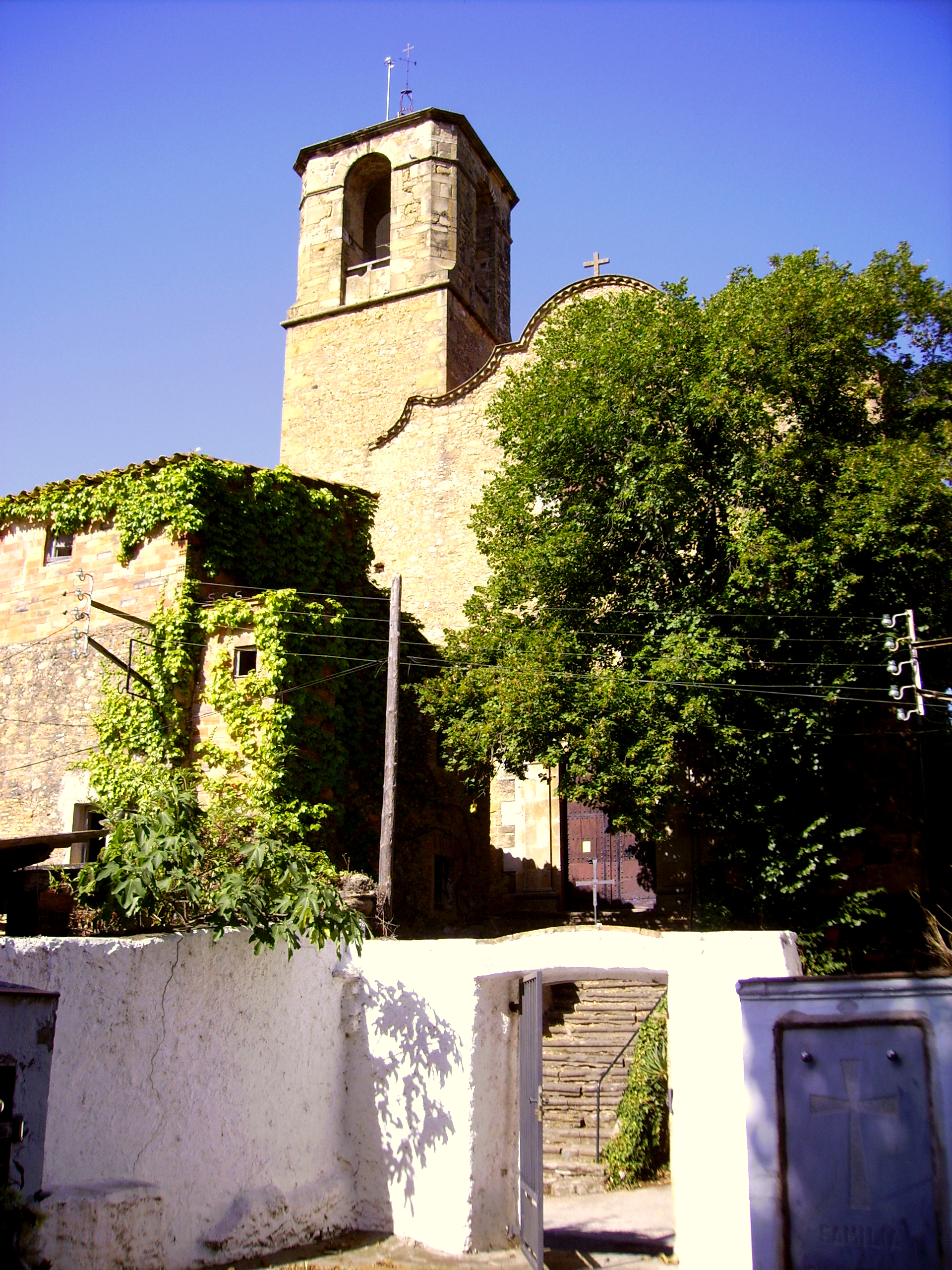
Julianuskirche
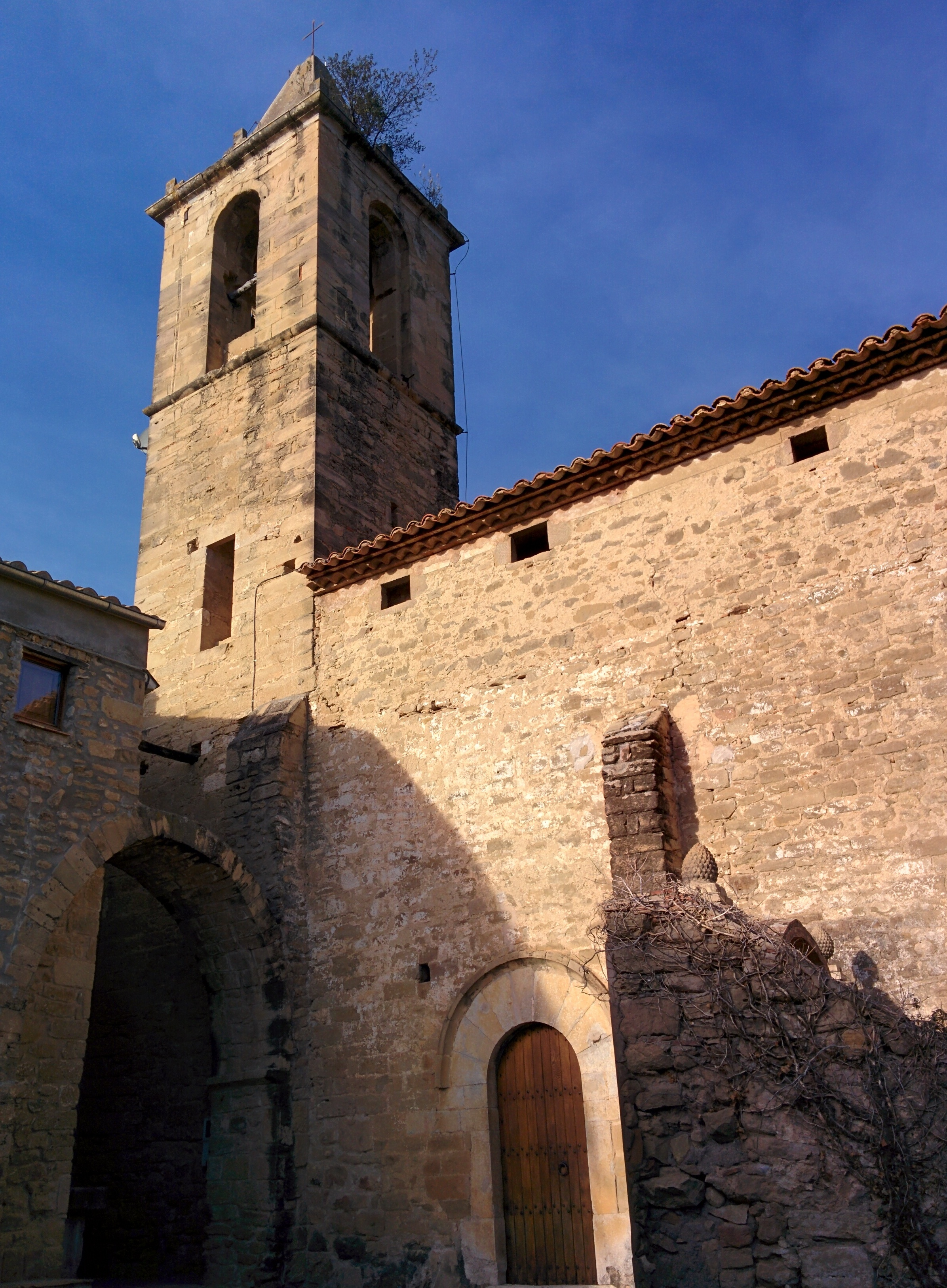
Saturninuskirche
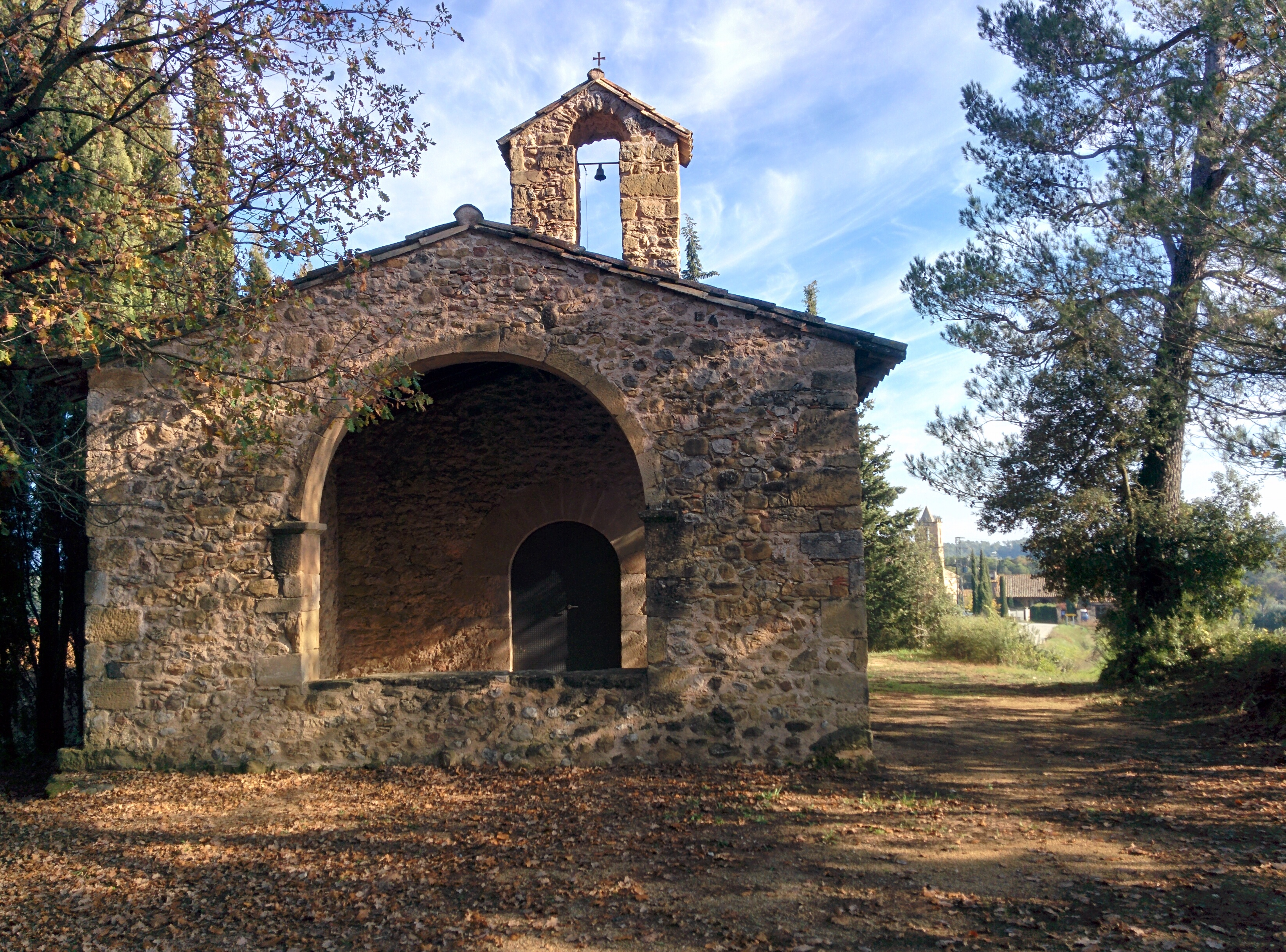
Sebastianuskapelle
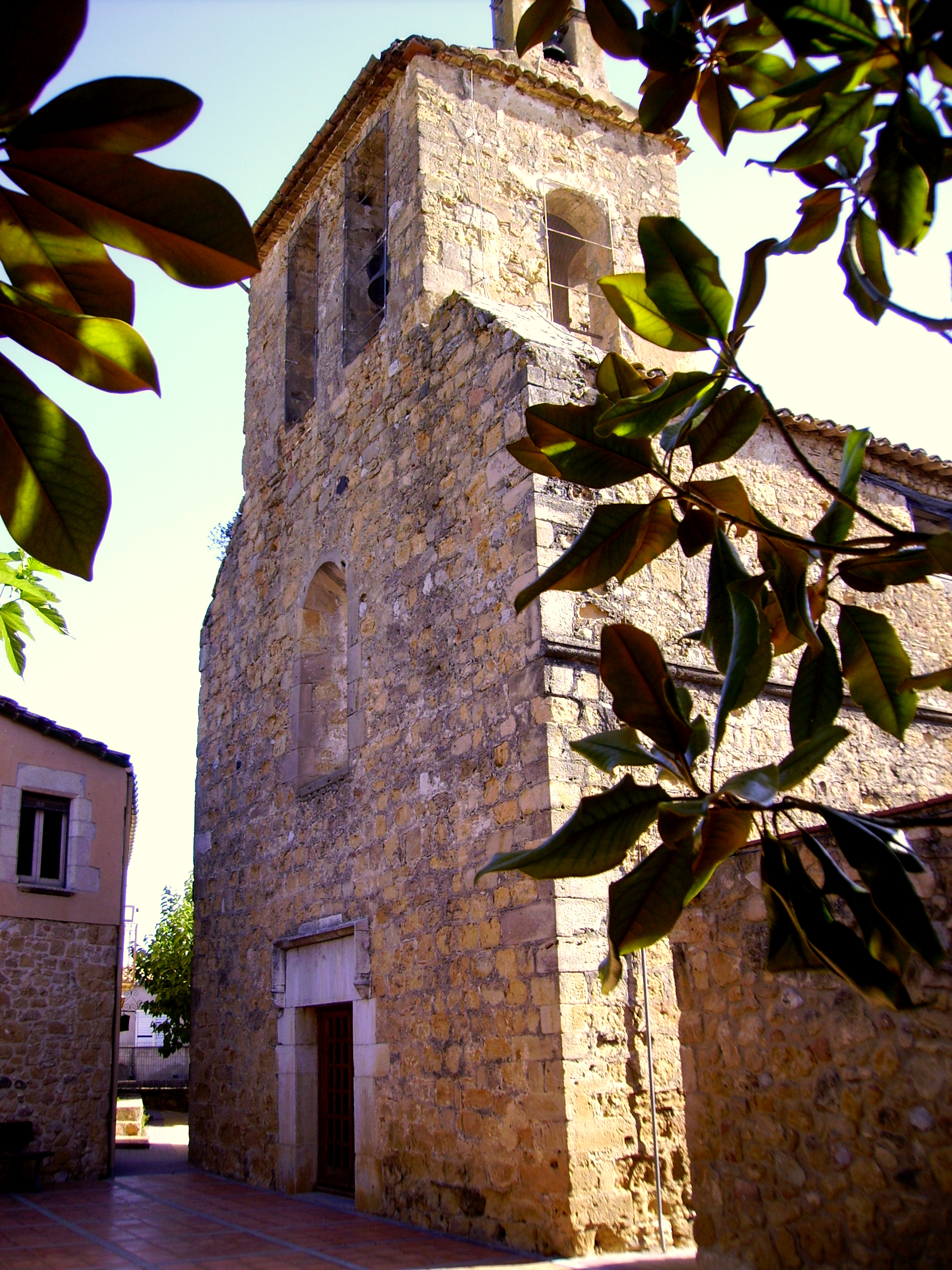
Johannes-der-Täufer-Kirche